# Louise (Clouseau)
Louise is een nummer van de Belgische band Clouseau . Het is de zesde single van hun debuutalbum Hoezo? uit oktober 1989. In april 1990 werd het nummer op single uitgebracht.

## Achtergrond
De single gaat over een man wiens vrouw genaamd Louise bij hem weg is gegaan. De man mist haar enorm en smeekt haar bij hem terug te keren. "Louise" leverde Clouseau in zowel België (Vlaanderen) als Nederland een hit op. 
In Nederland werd de single regelmatig gedraaid op de landelijke radiozenders en werd een hit in de destijds twee hitlijsten. De single bereikte de 12e positie in zowel de Nederlandse Top 40 als de Nationale Top 100. 
In België bereikte de single de 9e positie in de voorloper van  de Vlaamse Ultratop 50. In de Vlaamse Radio 2 Top 30 werd géén notering behaald.